# Балка Журавлева
Журавле́ва ба́лка — геологічна пам'ятка природи місцевого значення. Розташована в Амвросіївському районі Донецької області в селі Велике Мішкове. Статус пам'ятки природи визначено рішенням облвиконкому № 622 від 15 грудня 1975 року. Площа — 2 га.
У Балці Журавлева міститься оголення, в якому вугільні пласти виходять на поверхню. Пласти вугілля вийшли на поверхню під впливом внутрішніх і зовнішніх сил землі у верхньому крилі північного Журавлівського насування Амвросіївської антикліналі. До цього пласти перебували на великій глибині.